# Giuseppe Domenichelli
Giuseppe Domenichelli  (Olasz Királyság, Bologna, 1887. július 31. – Olaszország, Bologna, 1955. március 13.) olimpiai bajnok olasz tornász.
Részt vett az 1912. évi nyári olimpiai játékokon Stockholmban. Egy torna versenyszámban indult, a csapatverseny meghatározott szereken és aranyérmes lett. 
Az első világháború után részt vett az 1920. évi nyári olimpiai játékokon Antwerpenban, mint tornász. Európai rendszerű csapat versenyben ismét aranyérmes lett.
Klubcsapata a S.G. Fortitudo, Bologna volt.